# Loviatar
Loviatar (noms alternatius Loveatar, Lovetar, Lovehetar, Louhetar, Louhiatar, Louhi) és una filla cega de Tuoni, el déu de la mort en la mitologia finesa i de la seva esposa Tuonetar, la reina de l'inframon. Loviatar és considerada com una deessa de la mort i la malaltia. A Runo 45 del Kalevala, Loviatar està impregnada per un gran vent i dona a llum nou fills, les Nou malalties. En altres cançons populars, dona a llum un desè fill, que és una nena.

## AlKalevala
Loviatar apareix a la runa 45:
| «                                                             | The blind daughter of Tuoni, Old and wicked witch, Lowyatar, Worst of all the Death-land women, Ugliest of Mana's children, Source of all the host of evils, All the ills and plagues of Northland, Black in heart, and soul, and visage, Evil genius of Lappala, Made her couch along the wayside, On the fields of sin and sorrow; Turned her back upon the East-wind, To the source of stormy weather, To the chilling winds of morning. | » |
| — Kalevala, Runs XLV, de la traducció de John Martin Crawford | |   |

| « | La filla cega de Tuoni, Bruixa vella i dolenta, Lowyatar, La pitjor de totes les dones de la Terra de la Mort, El més lleig dels fills de Mana, Font de tota la multitud de mals, Tots els mals i plagues de Northland, Negre de cor, ànima i rostre, Geni malvat de Lappala, Va fer el seu sofà al costat del camí, Als camps del pecat i del dolor; Li va donar l'esquena al vent de l'est, A la font del temps tempestuós, Als vents freds del matí. | » |

## Relació amb Louhi
Quan Elias Lönnrot va compilar el Kalevala, va fer de Loviatar i Louhi dos personatges diferents. Tanmateix, a les cançons populars a partir de les quals va compilar l'èpica, els noms s'utilitzen sovint de manera intercanviable, i en algunes cançons la mateixa Louhi és la mare de les nou malalties.
Hi ha una diferència entre Louhi i les diverses formes de Loviatar a les cançons: el nom de Loviatar només apareix en encanteris on les malalties són bandes per tornar a ella, mentre que el nom de Louhi apareix també en cançons èpiques o narratives. Ella dona missions als herois i s'oposa a Lemminkäinen en un concurs d'encanteris.
Una hipòtesi és que Louhi i Loviatar eren variants regionals de la mateixa deessa, i que les cançons èpiques van ser compostes en una zona on Louhi era el nom principal. Una gran part de les cançons èpiques sobre la mestressa de Pohjola no li donen cap nom.